# 赤磐市民バス
赤磐市民バス（あかいわしみんバス）は、岡山県赤磐市にて運行しているコミュニティバスである。
なお、美作市・美咲町・和気町と共同で運行している赤磐市広域路線バス（あかいわしこういきろせんバス）、及び赤磐市に合併する前の自治体にて運行していた熊山町営バス（くまやまちょうえいバス）、吉井町営バス（よしいちょうえいバス）についてもこの項にて述べる。

## 概要
- それまで市内各地を走っていた福祉バスと市営バスを統合し、再編するかたちで運行開始した。
- 料金は1回利用大人200円、小学生、障害者とその介助者1名は100円、乳幼児は無料。
  - 11枚綴りの回数券がある。
- 日曜・祝祭日及び12月29日 - 1月3日は運休。
- 山陽・赤坂地域の路線は民間委託で、熊山地域は道路運送法の規定に基づく自家用自動車（白ナンバー車）による有償運送である。[1]

## 沿革
- 2008年4月1日 - 赤磐市民バス運行開始。
- 2009年1月1日 - 和気町福祉バス赤坂便の12月末廃止に伴い、北佐古田線試行運行開始。石蓮寺線に「小野地」「大畑」バス停新設。[2]
- 2010年4月1日 - 北佐古田線に「西軽部」バス停新設。
- 2014年5月1日 - 松木・下市線運行開始。

## 路線

### 山陽・赤坂地域
西山線
- 赤坂支所 - 町苅田 - 山口 - 斗有中 - 西窪田 - 西山団地 - 西中集会所 - 下市 - 赤磐医師会病院 - マルナカ - 赤磐市役所
  - 月曜 - 金曜に運行。

山陽団地線
- 赤磐市役所 - 下市 - 赤磐医師会病院 - マルナカ - 赤磐市役所 - 河本南 - 岩田 - 西6番 - 足王神社口 - 西2番 - 1丁目集会所入口 - 東2番 - 3丁目集会所前 - 老人福祉センター - 赤磐市役所 - 下市 - 赤磐医師会病院 - マルナカ - 赤磐市役所
  - 月曜 - 金曜に運行。

高陽北西線
- 赤坂支所 - 大苅田 - 尾谷 - 高屋 - 赤磐市役所 - 下市 - 赤磐医師会病院 - マルナカ - 赤磐市役所
  - 火曜・金曜のみ運行。

高月・高陽南線
- 赤磐市役所 - 下市 - 赤磐医師会病院 - マルナカ - 赤磐市役所 - 河本南 - 岩田 - 馬屋消防機庫 - 長尾 - 南方 - 高陽台 - 赤磐市役所 - 下市 - 赤磐医師会病院 - マルナカ - 赤磐市役所
  - 火曜・金曜のみ運行。

### 熊山地域
可真・桜が丘東線
- 熊山診療所 - JR熊山駅 - 沢原共撰場 - 一分団消防機庫 - 稗田 - 弥上 - 東4丁目公園 - 東1丁目南 - 交流センター - 野間 - JA可真支店 - 一分団消防機庫 - 沢原共撰場 - 熊山診療所 - JR熊山駅 
  - 月曜 - 土曜に運行。

小野田線
- 熊山診療所 - JR熊山駅 - 沢原共撰場 - 殿谷下 - 佐古 - 英国庭園前 - 酌田 - 英国庭園前 - グリーンタウン殿谷 - 殿谷下 - 沢原共撰場 - 熊山診療所 - JR熊山駅 - 熊山診療所
  - 月曜 - 土曜に運行。

豊田・熊山線
- 熊山診療所 - JR熊山駅 - 奥吉原 - JR熊山駅 - 寺見団地 - 千躰 - 釣井 - 徳富南 - 熊山診療所 - 円光寺 - 吉原東 - 豊田小学校 - JR熊山駅 - 熊山診療所
  - 月曜 - 土曜に運行。

石蓮寺線
- 熊山診療所 - 小野地 - 成田 - 大畑 - ｛石蓮寺地区内フリー乗降｝ - 加山 - 熊山診療所
  - 月曜 - 土曜に運行（小野地、成田、加山からの利用は事前連絡要）。

松木・下市線
- 熊山診療所 - 沢原共撰場 - 一分団消防機庫 - JA可真支店 - 野間 - 東6丁目 - 西7丁目北 - 山陽北小学校入口 - 桜が丘中学校入口 - 東1丁目西 - 赤磐医師会病院 - 赤磐市役所 - 東1丁目西 - 桜が丘中学校入口 - 山陽北小学校入口 - 西7丁目北 - 東6丁目 - 野間 - JA可真支店 - 一分団消防機庫 - 沢原共撰場 - 熊山診療所
  - 月曜 - 土曜に運行。

## 赤磐市広域路線バス

### 赤磐・美作線
- 宇野バス美作線下市 - 林野駅間の減便に伴い、美作市・美咲町と共同で2013年4月1日より運行を開始した。
- 運行形態は、道路運送法の規定に基づく自家用自動車（白ナンバー車）による有償運送での運行である。
- 料金は1回利用大人150円 - 750円[3]、小学生、障害者とその介助者1名は半額、乳幼児は無料。
- 11枚綴りの回数券がある。
- 岡山県共通バスカード（宇野バス発行分）・宇野バス専用バスカード（販売終了）は使用できなかった。Harecaも使用できない。
- 宇野バスのHareca定期券は使用可能[4]。
- エスアールティーに運行を委託している。
- 三菱ふそう・ローザ（29人乗り）で運行している。

#### 沿革
- 2013年4月1日 - 運行開始。
- 2024年4月1日 - 新道穂崎 - 周匝上間で増便を実施。
- 2025年4月1日 - 一部の便でドイツの森及び美作市役所へ乗り入れを開始[5]。

#### 路線
- 新道穂崎 - 新道河本 - 瀬戸線下市（新道穂崎行のみ） - 下市 - 正崎 - 町苅田 - 赤坂中学校前 - 坂辺 - ドイツの森 - 仁堀 - 福田 - 周匝 - 周匝上 - 高下 - 福本 - 湯郷温泉下 - 林野バスセンター - 林野駅 - 美作市役所

### 赤磐・瀬戸線
- 吉井地域・赤坂地域の通学等の利便性向上を図るため2025年4月1日より運行を開始した。
- 運行形態は、道路運送法の規定に基づく自家用自動車（白ナンバー車）による有償運送での運行である。
- 1日1往復の運行で、日曜・祝祭日及び12月29日 - 1月3日は運休。
- 料金は1回利用大人150円 - 600円、小学生、障害者とその介助者1名は半額、乳幼児は無料。
- 11枚綴りの回数券や定期券（通学用で、それぞれ1ヵ月用・3ヵ月用・6ヵ月用）もある。
- エスアールティーに運行を委託している。
- 三菱ふそう・ローザ（29人乗り）で運行している。

#### 路線
- 瀬戸駅前 - 立川 - 瀬戸線下市（瀬戸駅前行のみ） - 下市 - 正崎 - 町苅田 - 赤坂中学校前 - 坂辺 - 仁堀 - 福田 - 周匝 - 周匝上

### 赤磐・和気線

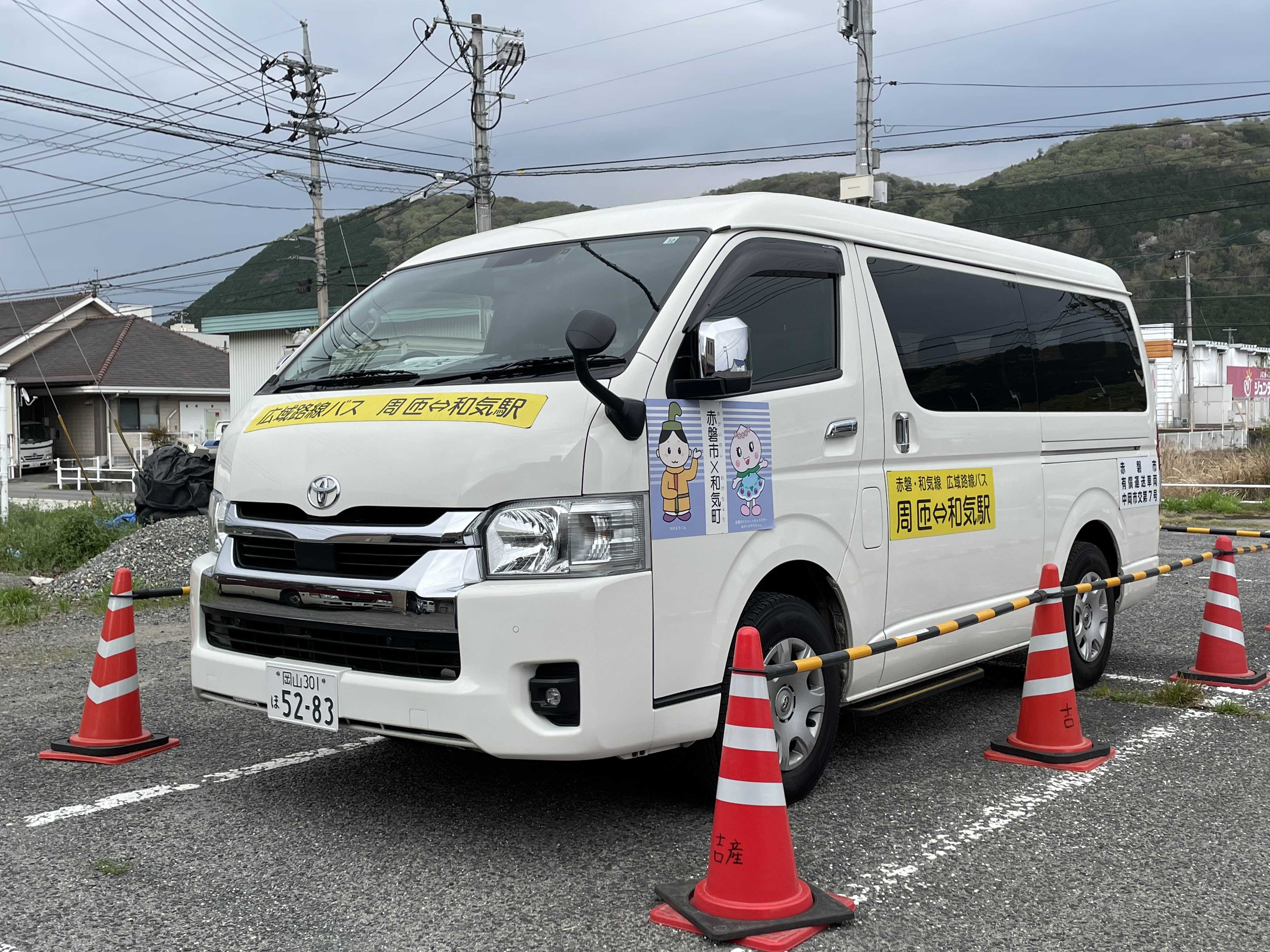
赤磐・和気線の車両

- 備前片鉄バス周匝 - 片鉄片上間の廃止に伴い、周匝 - 和気駅前間について和気町と共同で2015年10月1日より運行を開始した。
- 運行形態は、道路運送法の規定に基づく自家用自動車（白ナンバー車）による有償運送での運行である。
- 日曜・祝祭日及び12月29日 - 1月3日は運休。
- 料金は1回利用大人150円 - 350円、小学生、障害者とその介助者1名は半額、乳幼児は無料。料金箱は簡易式で両替機は装備されていない。
- 11枚綴りの回数券、1ヶ月・3ヶ月・6ヶ月の定期券がある。
- 佐伯庁舎にて隣接する佐伯老人福祉センター始発の和気町営バス（佐伯・熊山線）に接続。広域路線バスの車内で発行される乗継券を受け取ることで、追加料金なしで乗り継ぐことができる。
- エスアールティーに運行を委託している。
- トヨタ・ハイエースワゴン（10人乗り）で運行している。

#### 沿革
- 2015年10月1日 - 運行開始。
- 2023年4月1日 ‐ 運賃改正及び路線再編を実施[6]。

#### 路線
- 周匝上 - 周匝 - 福田 - 塩田コミュニティハウス - 塩田出張所 - 苦木 - 矢田 - 佐伯庁舎（平日の早朝便のみ） - 河本 - 天瀬 - 益原 - 鵜飼谷温泉 - 北川病院 - 和気駅前

## 以前に運行していた自治体バス

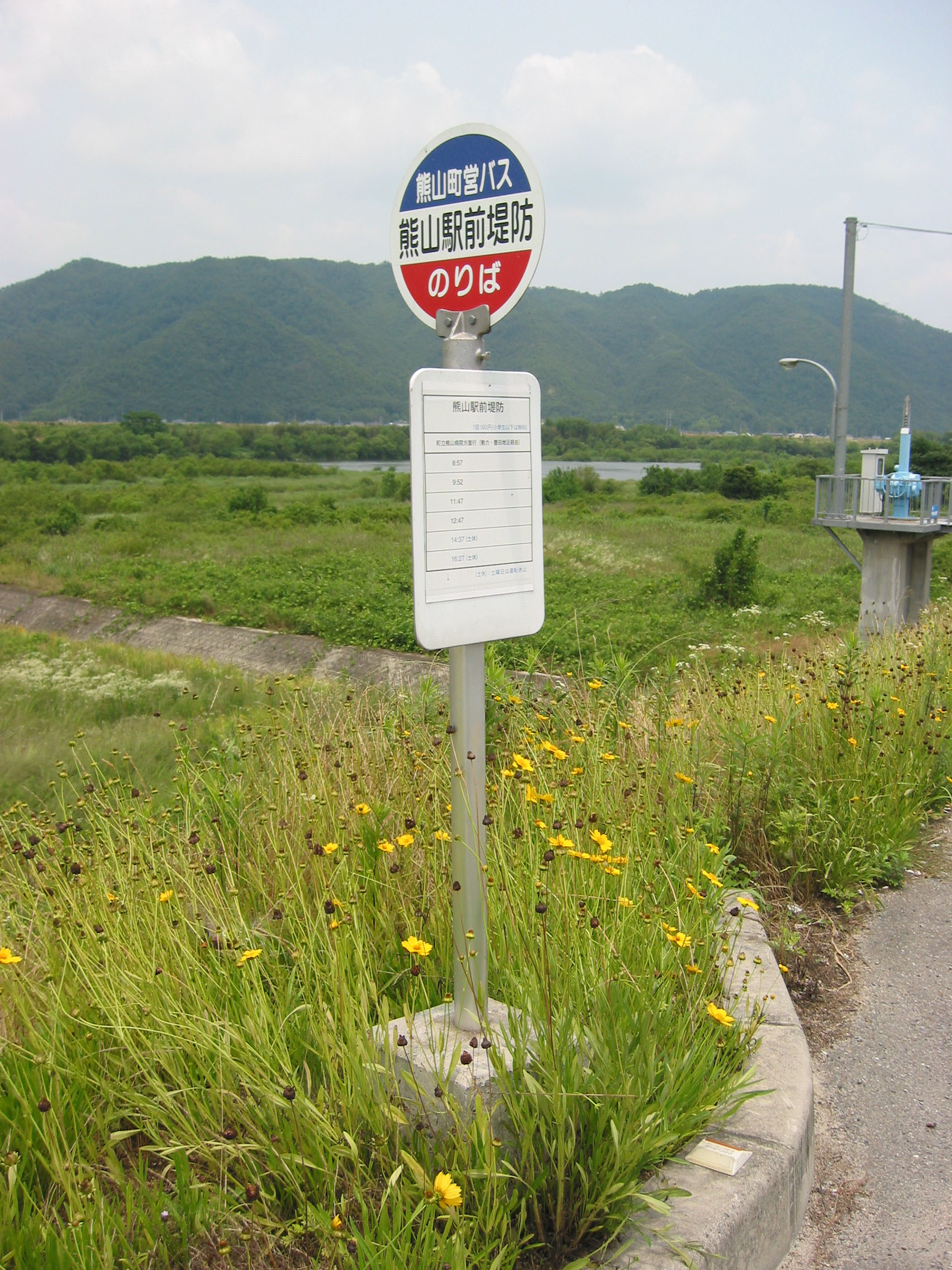
熊山町営バス当時のバス停

### 熊山町営バス（赤磐市営バス）
- 合併前の熊山町にて2002年から運行していた自治体バスで、合併後も赤磐市営バスとして、市民バスに再編されるまで運行していた。
- 料金は1回利用100円均一で、小学生以下は無料。
- 日曜・祝祭日及び12月29日 - 1月3日は運休だった。
- 運行路線は、可真・桜が丘東ルート、小野田ルート、豊田・熊山ルートの3路線だった。
- 運行形態は、道路運送法の規定に基づく自家用自動車（白ナンバー車）による有償運送であった。
- 29人乗りバス3台で運行していた。

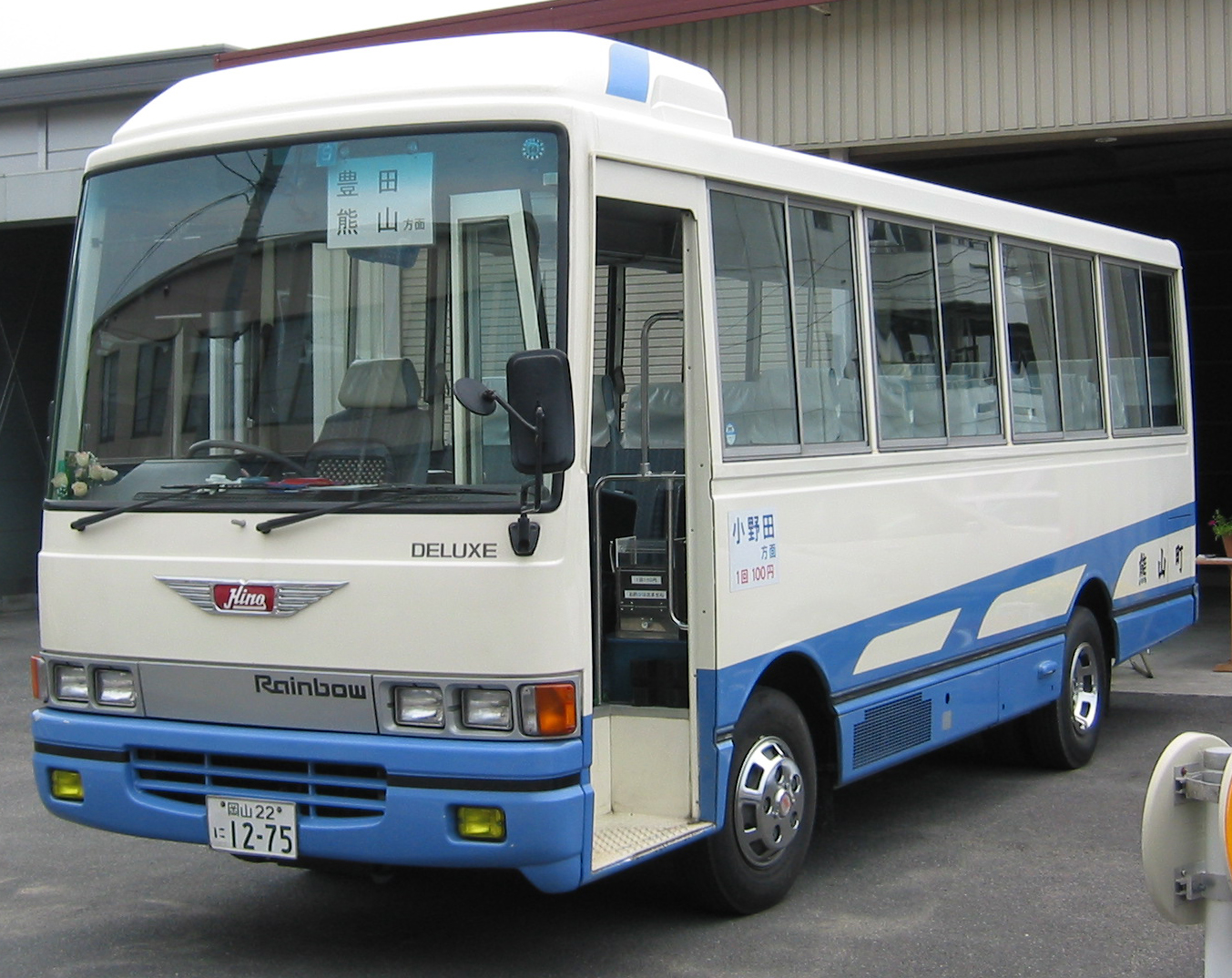
熊山町営バスの車両
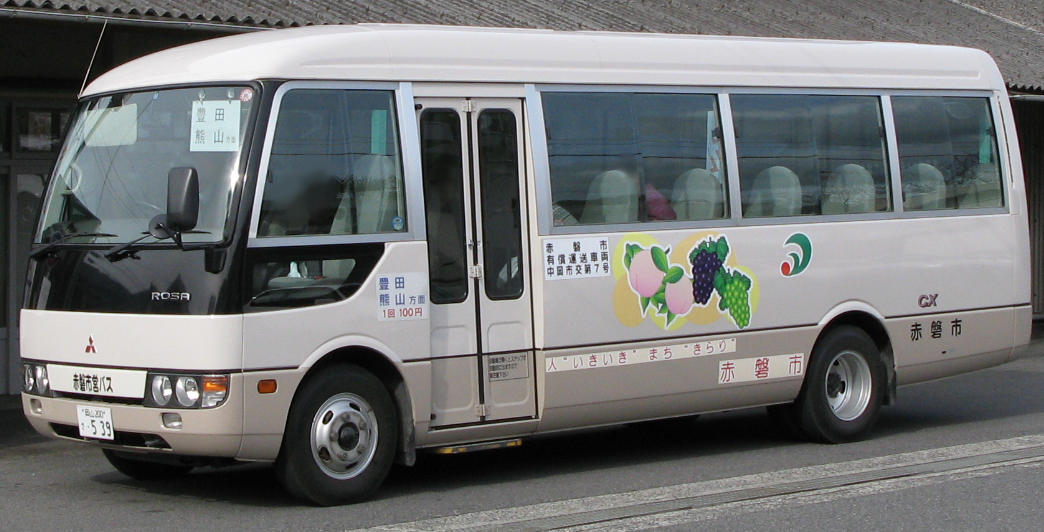
赤磐市営バスの車両 ※熊山町当時から使用

### 吉井町営バス（赤磐市営バス）
- 合併前の吉井町にて1986年から運行していた自治体バスで、合併後も赤磐市営バスとして、市民バスに再編されるまで運行していた。
- 料金は1回利用200円均一で、65歳以上の高齢者、5歳以下の小児、及び障害者は無料だった。
- 土曜・日曜・祝祭日及び12月29日 - 1月3日は運休だった。
- 運行路線は、是里、中山、滝山、河原屋、西勢実、中勢実、暮田、平山の8路線だった。
  - 各路線週2回1日2往復運行だった。
- 運行形態は、道路運送法の規定に基づく自家用自動車（白ナンバー車）による有償運送であった。
- 10人乗りの町有バス2台で運行していた。

## 参考資料
- 第5回 赤磐地域合併協議会 会議資料 協定項目23-22. その他行政サービスの取扱い-1